# Мери Лин Рајскуб
Мери Лин Рајскуб (енгл. Mary Lynn Rajskub) је америчка глумица, рођена 22. јуна 1971. године у Трентону (Мичиген).

## Филмографија
| Улоге Мери Лин Рајскуб |                  |               |       |          |
| Година                 | Српски назив     | Изворни назив | Улога | Напомена |
| 1999.                  | Магнолија        |               |       |          |
| 2006.                  | Забрањен приступ |               |       |          |